# 제리 패리스

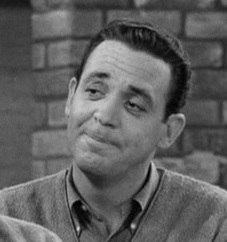

제리 패리스(Jerry Paris, 1925년 7월 25일 ~ 1986년 3월 31일)는 미국의 배우, 영화 감독, 각본가, 영화 제작자이다.
샌프란시스코에서 태어났으며 로스앤젤레스에서 사망하였다.

## 영화
- 폴리스 아카데미 3 - 재훈련 (1986년)
- 폴리스 아카데미 2 - 첫임무 (1985년)
- 별이 빛나는 소녀 (1971, Star Spangled Girl)
- 비바 맥스 (1969년)
- 유럽에서 생긴 일 (1968년)
- 몬스터 가족 (1964년)
- 케어테이커 (1963년)
- 추격 (1959년)
- 캐리어 (1959년)
- 나자와 사자 (1958년)
- 디데이 (1956년) - 레이몬드 보이스 역
- 굿모닝 미스 도브 (1955년)
- 마티 (1955년)
- 어바웃 미스터 레슬리 (1954년)
- 케인호의 반란 (1954년)
- 와일드 원 (1953년)
- 몽키 비지니스 (1952년)
- 빛나는 승리 (1951년)
- 시라노 (1950년)